# John Pritchard
Sir John Michael Pritchard (Londen, 5 februari 1921 - Daly City, Californië, 5 december 1989) was een Britse dirigent.
Hij kwam uit een muzikale familie; zijn vader was violist in het London Symphony Orchestra. John studeerde viool, piano en orkestdirectie in Italië. Zijn debuut was in Glyndebourne in 1947. Naast zijn voorkeur voor muziek van Wolfgang Amadeus Mozart (Idomeneo in 1952) en Richard Strauss (Ariadne auf Naxos, 1953) gaf hij ook regelmatig premières van eigentijdse Britse werken:
- Benjamin Britten: Gloriana; Royal Opera House Covent Garden;  (8 juni 1953);
- Michael Tippett: Midsummer Marriage; Royal Opera House Covent Garden; (27 januari 1955);
- Michael Tippett: King Priam; Coventry (29 mei 1962).

Hij werd geridderd in 1983. In 1989 was hij bezig met de voorbereiding van een productie van Der Ring des Nibelungen van Richard Wagner in San Francisco, maar hij heeft het de première niet mee mogen maken.
Pritchard vervulde functies bij:
- Glyndebourne Festival van 1947-1978; diverse functies van repetitor tot muzikaal directeur;
- Weense Staatsopera van 1951-1952;
- Royal Opera House Covent Garden 1952;
- Pittsburgh Symphony Orchestra 1953;
- Royal Liverpool Philharmonic Orchestra; 1957-1963; muzikaal directeur;
- London Philharmonic Orchestra; 1962-1966; muzikaal directeur;
- Buenos Aires, Teatro Colón; 1966;
- Lyric Opera of Chicago; 1969 ;
- Metropolitan Opera; 1971 en 1974-1979 ;
- Huddersfield Choral Society, 1973; muzikaal directeur ;
- Keulse Opera ; 1978 ; chef-dirigent ;
- Monnaie Opera  (Koninklijke Muntschouwburg) in Brussel; 1981; muzikaal directeur;
- BBC Symphony Orchestra; 1982; chef-dirigent;
- San Francisco Opera, muzikaal directeur (een functie die daar voorheen niet was).

- Biblioteca Nacional de España: XX1285274
- Bibliothèque nationale de France: cb13898691j (data)
- CiNii: DA04099826
- Gemeinsame Normdatei: 119266628
- International Standard Name Identifier: 0000 0001 1608 1245
- Library of Congress Control Number: n81018644
- Nationale Bibliotheek van Letland: 000246351
- MusicBrainz: 90bb3221-a85c-47fc-867b-3966d4aed63b
- Nationale Bibliotheek van Tsjechië: xx0191792
- Nationale Bibliotheek van Israël: 987007316165205171
- Nationale Bibliotheek van Polen: a0000001707452
- Nederlandse Thesaurus van Auteursnamen: 073487384
- Istituto Centrale per il Catalogo Unico: MILV124501
- SNAC: w6001rc7
- Système universitaire de documentation: 078618126
- Virtual International Authority File: 23683974
- WorldCat: E39PBJcWqqHGJ8bThXMMc3xJjC